# Fountains of Wayne
Fountains of Wayne – amerykański zespół rockowy założony w 1996 w Nowym Jorku. Rolling Stone nazwał grupę (z powodu mocno ironicznych tekstów i patetycznego wydźwięku) "głosem" Pokolenia X.

## Dyskografia

### Albumy studyjne
- 1996: Fountains of Wayne (Atlantic Records)
- 1999: Utopia Parkway (Atlantic Records)
- 2003: Welcome Interstate Managers (S-Curve Records, Virgin Records) #115[2] (US)
- 2007: Traffic and Weather (Virgin Records) #97[2] (US)

### Kompilacje
- 2005: Out-of-State Plates (Virgin Records) #168[2] (US)

### Single
| Rok                                                  | Singel                | Pozycja | Pozycja | Pozycja | Pozycja | Pozycja | Pozycja | Album                       |
| Rok                                                  | Singel                | US      | US Alt  | US Pop  | AUS     | NZ      | UK      | Album                       |
| ---------------------------------------------------- | --------------------- | ------- | ------- | ------- | ------- | ------- | ------- | --------------------------- |
| 1996                                                 | "Radiation Vibe"      | —       | 14      | —       | —       | —       | 32      | Fountains of Wayne          |
| 1997                                                 | "Sink to the Bottom"  | —       | —       | —       | —       | —       | 42      | Fountains of Wayne          |
| 1997                                                 | "Survival Car"        | —       | —       | —       | —       | —       | 53      | Fountains of Wayne          |
| 1997                                                 | "Barbara H."          | —       | —       | —       | —       | —       | 119     | Fountains of Wayne          |
| 1998                                                 | "Leave the Biker"     | —       | —       | —       | —       | —       | —       | Fountains of Wayne          |
| 1999                                                 | "Denise"              | —       | 34      | —       | —       | —       | 57      | Utopia Parkway              |
| 1999                                                 | "Red Dragon Tattoo"   | —       | —       | —       | —       | —       | 79      | Utopia Parkway              |
| 1999                                                 | "Troubled Times"      | —       | —       | —       | —       | —       | 134     | Utopia Parkway              |
| 2000                                                 | "The Valley of Malls" | -       | -       | 17      | 5       | 8       | -       | Utopia Parkway              |
| 2003                                                 | "Stacy's Mom"         | 21      | 31      | 3       | 14      | 35      | 11      | Welcome Interstate Managers |
| 2004                                                 | "Mexican Wine"        | —       | —       | —       | —       | —       | —       | Welcome Interstate Managers |
| 2004                                                 | "Hey Julie"           | —       | —       | —       | —       | —       | 57      | Welcome Interstate Managers |
| 2005                                                 | "Maureen"             | —       | —       | —       | —       | —       | —       | Out-of-State Plates         |
| 2007                                                 | "Someone to Love"     | —       | —       | —       | —       | —       | —       | Traffic and Weather         |
| 2007                                                 | "'92 Subaru"          | —       | —       | —       | —       | —       | —       | Traffic and Weather         |
| "—" oznacza album niesklasyfikowany na żadnej z list |                       |         |         |         |         |         |         |                             |

### Inne utwory sklasyfikowane na listach przebojów
| Rok  | Singel                          | Pozycja | Album      |
| Rok  | Singel                          | UK      | Album      |
| ---- | ------------------------------- | ------- | ---------- |
| 1997 | "I Want an Alien for Christmas" | 36      | bez albumu |